# 火の玉ボーイ (アルバム)
『火の玉ボーイ』（ひのたまボーイ）は、「鈴木慶一とムーンライダース」名義で1976年に発表されたアルバム。

## 概要
1974年11月20日、はちみつぱいは山野ホールでのコンサートを最後に解散。1975年から鈴木慶一はバンドの旧メンバーとともにアグネス・チャンのバッキング活動を本格的に始める。このとき鈴木のソロ・アルバムの制作の話が持ち上がり、同年春頃から年内いっぱいにかけてレコーディングが行われた。オリジナルのレコードにプロデューサーの名前はクレジットされていない。ミキシング・エンジニアは松本裕、剣持幸三が担当した。
ジャケットはデヴィッド・ボウイのアルバム『ジギー・スターダスト』（1972年）をイメージして作られた。イラストレーションは中村まさみが描き、デザインは奥村靫正が行った。
タイトル・トラックの「火の玉ボーイ」は細野晴臣をモデルにしていると言われている。なお細野は、アルバム『泰安洋行』（1976年）において鈴木をモデルにした曲「東京Shyness Boy」を発表している。
「ウェディング・ソング」は同日に発売されたあがた森魚の『日本少年（ヂパング・ボーイ）』にも収録されている。「髭と口紅とバルコニー」のメロディとアレンジは、ヘレン・レディのヒット曲「デルタの夜明け」を下敷きにしている。

## 収録曲

### Side A (City Boy Side)
1. あの娘のラブレター  –  (2:33)
作詞：鈴木慶一・岡田徹、作曲：岡田徹、編曲：ムーンライダーズ、ホーン編曲：矢野誠
2. スカンピン  –  (4:59)
作詞・作曲：鈴木慶一、編曲：ムーンライダーズ
3. 酔いどれダンス・ミュージック  –  (3:56)
作詞・作曲：鈴木慶一、編曲：ムーンライダーズ、和楽器編曲：矢野誠
4. 火の玉ボーイ  –  (4:38)
作詞・作曲：鈴木慶一、編曲：ティン・パン・アレイ、ホーン編曲：矢野誠
5. 午後のレディ  –  (3:24)
作詞・作曲・編曲：鈴木慶一

### Side B (Harbour Boy Side)
1. 地中海地方の天気予報  –  (7:20)
作詞：鈴木慶一・矢野顕子、作曲：鈴木慶一、編曲：ムーンライダーズ
〜ラム亭のママ
作詞・作曲：鈴木慶一、編曲：ムーンライダーズ
2. ウェディング・ソング  –  (3:30)
作詞：鈴木慶一・岡田徹、作曲：岡田徹、編曲：ムーンライダーズ
3. 魅惑の港  –  (3:01)
作詞・作曲：鈴木慶一、編曲：ムーンライダーズ
4. 髭と口紅とバルコニー  –  (3:57)
作詞・作曲・編曲：鈴木慶一
5. ラム亭のテーマ〜ホタルの光  –  (1:55)
作曲：鈴木慶一／スコットランド民謡、編曲：ムーンライダーズ

## レコーディング・メンバー

### あの娘のラブレター
- Vocals: 鈴木慶一
- Electric guitar: 徳武弘文、椎名和夫
- Bass: 鈴木博文
- Piano: 岡田徹
- Keyboards: 岡田徹、鈴木慶一
- Drums: 橿渕哲郎
- Percussion: 土井正二郎
- Chorus: 鈴木慶一、武川雅寛、椎名和夫、岡田徹、橿渕哲郎、矢野顕子、宮悦子
- Horns: 村岡健グループ
- DJ: Veto Galati

### スカンピン
- Vocals: 鈴木慶一
- Electric guitar: 徳武弘文、椎名和夫
- Acoustic guitar: 徳武弘文
- Bass: 鈴木博文
- Piano: 岡田徹
- Electric piano: 矢野顕子
- Hammond Organ: 鈴木慶一
- Drums: 橿渕哲郎
- Percussion: 土井正二郎、松本裕
- Sitar: 白井良明
- Chorus: ムーンライダーズ、矢野顕子、宮悦子、石谷貴美子、辻川慶一郎

### 酔いどれダンス・ミュージック
- Vocals: 鈴木慶一
- Electric & acoustic guitar: 椎名和夫
- Bass: 鈴木博文
- Electric piano: 岡田徹
- Hammond Organ: 鈴木慶一
- Violin: 武川雅寛
- Drums: 橿渕哲郎
- Percussion: 土井正二郎
- Chorus: ムーンライダーズ、矢野顕子、宮悦子、石谷貴美子、Shou、Unknown

### 火の玉ボーイ
- Vocals: 鈴木慶一
- Electric guitar: 徳武弘文
- Bass: 細野晴臣
- Electric piano: 佐藤博
- Hammond Organ: 矢野誠
- Pedal Steel: 駒沢裕城
- Drums: 林立夫
- Chorus: 矢野顕子、武川雅寛
- Horns: 麻生 & SPACE MAN

### 午後のレディ
- Vocals: 鈴木慶一
- Acoustic guitar: 徳武弘文
- Wood bass: 稲葉国光
- Piano: 岡田徹
- Piano: 矢野顕子
- Synthesizer: 岡田徹
- Violin: 武川雅寛
- Drums: 橿渕哲郎
- Banjo: 松任谷愛介
- Voice of laughing: 矢野顕子

### 地中海地方の天気予報
- Vocals: 鈴木慶一
- Electric guitar: 椎名和夫
- Bass: 鈴木博文
- Piano: 矢野顕子
- Electric piano: 鈴木慶一
- Other keyboards: 岡田徹
- Synthesizer: 鈴木慶一
- Violin: 武川雅寛
- Drums: 橿渕哲郎
- Percussion: 土井正二郎
- Chorus: 矢野顕子、宮悦子
- Reverse strings: 湘南ストリングス

### ラム亭のママ
- Vocals: 鈴木慶一
- Electric guitar: 椎名和夫
- Bass: 鈴木博文
- Piano: 岡田徹
- Hammond Organ: 鈴木慶一
- Violin: 武川雅寛
- Marimba: 武川雅寛、鈴木慶一
- Drums: 橿渕哲郎
- Percussion: 土井正二郎
- Chorus: ムーンライダーズ、矢野顕子、宮悦子

### ウェディング・ソング
- Vocals: 鈴木慶一
- Acoustic guitar: 徳武弘文
- Wood bass: 稲葉国光
- Piano & Keyboars: 岡田徹
- Drums: 橿渕哲郎
- Tubular bells: 鈴木慶一
- Chorus: ムーンライダーズ、矢野顕子、宮悦子

### 魅惑の港
- Vocals: 鈴木慶一
- Electric guitar: 椎名和夫
- Bass: 鈴木博文
- Electric piano & Hammond Organ: 鈴木慶一
- Other keyboards: 岡田徹
- Drums: 橿渕哲郎
- Percussion: 土井正二郎
- Trombone: Jimmy 鈴木
- Chorus: ムーンライダーズ

### 髭と口紅とバルコニー
- Vocals: 鈴木慶一
- Electric & 12strings Acoustic guitar: 徳武弘文
- Bass: 松田幸一
- Piano: 岡田徹
- Hammond Organ: 鈴木慶一
- Other keyboards: 岡田徹
- Accordion: 岡田徹
- Violin: 武川雅寛
- Drums: 島村英二
- Banjo: 松任谷愛介
- Pedal Steel: 村上律
- Chorus: 矢野顕子、宮悦子、斉藤哲夫、南佳孝

### ラム亭のテーマ〜ホタルの光
- Guitar: 徳武弘文
- Bass: 松田幸一
- Piano: 岡田徹
- Violin: 武川雅寛
- Drums: 島村英二